# Ватанабэ, Садао (музыкант)
Садао Ватанабэ (яп. 渡辺 貞夫 Ватанабэ Садао, род. 1 февраля 1933) — японский джазовый музыкант, играющий на саксофоне и флейте. Его произведения охватывают множество стилей, включая босанову.
Почётный доктор музыки Музыкального колледжа Беркли (1996). В 1995 году Ватанабэ был награждён Медалью Почёта с пурпурной лентой. В 2005 году он удостоился ордена Восходящего солнца 4 степени. В 2015 году правительство Бразилии наградило музыканта орденом Риу-Бранку за продвижение бразильской культуры.

## Биография
Садао Ватанабэ родился 1 февраля 1933 года в городе Уцуномия. Его отец профессионально занимался музыкой: пел и играл на биве. Садао в раннем возрасте заинтересовался джазом, отчасти из-за сильного культурного влияния, которое принесла американская оккупация Японии. Он научился играть на кларнете в старшей школе, после того как долго убеждал отца купить ему подержанный инструмент.
В 1951 году Ватанабэ переехал в Токио и начал играть на альтовом саксофоне. Через два года он стал учиться играть на флейте с Ририко Хаяси из Токийского филармонического оркестра. Позже Ватанабэ присоединился к квартету Тосико Акиёси, а после её отъезда в США возглавил его. К 1958 году он постоянно выступал с ведущими музыкантами и группами. В 1961 году вышел первый альбом Ватанабэ как основного исполнителя под названием Sadao Watanabe.
В 1962 года Ватанабэ переехал в США, чтобы учиться в Музыкальном колледже Беркли в Бостоне. Учёба дала ему возможности расширить спектр исполняемых стилей, например обращаться к бразильской музыке. Во время пребывания в США Ватанабэ работал с такими музыкантами, как Гэри Макфарланд, Чико Хэмилтон и Габор Сабо.
В 1965 году Ватанабэ вернулся в Токио, где он стал директором недавно созданного Института популярной музыки Yamaha, учебные программы которого основывались на наработках Музыкального колледжа Беркли. С 1966 года он гастролировал по Японии и за рубежом с собственным квартетом, исполняя бибоп, бразильскую музыку, джаз-рок, соул и поп-музыку. Кроме того, в 1966 году Ватанабэ выступал с квинтетом Джона Колтрейна, когда тот гастролировал в Японии. К тому времени, когда Ватанабэ выступал на джазовом фестивале в Ньюпорте в 1970 году, он считался известным и уважаемым исполнителем джаза.
В 1967 году музыкант выпустил альбом Bossa Nova ’67, который вызвал всплеск интереса к босанове и бразильской музыке в Японии. В 1968 году он впервые посетил Бразилию для записи альбома.
В 1969 году Ватанабэ начал подрабатывать радиоведущим, продвигая джаз в Японии. С 1972 по 1992 год он вёл передачу My Dear Life. Ватанабэ продолжил выступать за рубежом, в том числе на джазовых фестивалях в Монтрё и Ньюпорте. В 1970 году он выпустил альбом Round Trip, в записи которого участвовали Чик Кориа, Джек Деджонетт и Мирослав Витоуш. Всего за карьеру Ватанабэ вышло более 70 его альбомов.
С 2010 года Ватанабэ является приглашённым профессором, преподающим курс джаза в Музыкальном колледже Кунитати. Помимо музыки, он также занимается фотографией, за жизнь выпустив шесть фотоальбомов.

## Дискография

### Студийные альбомы
- Sadao Watanabe (1961)
- Cocktails for Two (1962)
- Plays (1965)
- Goin’ Home — Modern Jazz Album (1966)
- Jazz & Bossa (1967)
- Bossa Nova ’67 (1967)
- My Romance — Sadao Plays Ballads (1967)
- Jazz Samba (1967)
- Bossa Beat Collection (1967)
- Charlie Mariano & Sadao Watanabe (1967)
- Iberian Waltz (1967)
- Bossa Nova Concert (1967)
- Encore!! Jazz & Bossa — Sadao Meets Sharps & Flats (1968)
- We Got a New Bag (1968)
- Sadao Meets Brazilian Friends (1968)
- Music Break (1969)
- Sadao Plays Beatles and Bacharach (1969)
- Swing Journal Jazz Workshop 2 — Dedicated To Charlie Parker (1969)
- Pastoral (1969)
- Songbook (1970)
- Live at the Junk (1970)
- Round Trip (1970)
- Sadao Watanabe at Montreux Jazz Festival (1971)
- Collaboration (1971)
- Paysages (1971)
- Around The Time (1972)
- Sadao Watanabe (1972)
- Open Road (1973)
- Kenya Ya Africa (1973)
- The Girl From Ipanema (1974)
- Mbali Africa (1974)
- At Pit Inn (1975)
- Swiss Air (1975)
- Pamoja (1976)
- I’m Old Fashioned (1976)
- Recital (1977)
- My Dear Life (1977)
- Autumn Blow (1977)
- California Shower (1978, издан по лицензии в СССР[16])
- Bird of Paradise (1979)
- Morning Island (1979)
- How’s Everything (1980)
- Orange Express (1981)
- Carnaval (1983)
- Fill Up the Night (1983)
- Rendezvous (1984)
- Maisha (1985)
- Parker’s Mood — Sadao Watanabe Live at Bravas Club ’85 (1985)
- Tokyo Dating (1985)
- Good Time for Love (1986)
- Birds of Passage (1987)
- Elis (1988)
- Made in Coracao Toquinho (1988)
- Front Seat (1989)
- Sweet Deal (1991)
- A Night with Strings (1993)
- Earth Step (1993)
- A Night with Strings Vol. 2 (1994)
- in Tempo (1994)
- A Night with Strings Vol. 3 — Sadao Plays Parker (1995)
- Go Straight Ahead ’n Make a Left (1997)
- Kuroi Hitomi — Sadao Watanabe Song Book (1997)
- Viajando (1998)
- Remembrance (1999)
- Sadao 2000 (2000)
- Minha Saudade (2001)
- Wheel of Life (2003)
- One for You (2006)
- Sadao & Charlie Again (2006)
- Basie’s at Night (2008)
- Into Tomorrow (2009)
- Come Today (2013)
- Outra Vez (2013)
- I’m with You (2015)
- Naturally (2015)
- Live In Nemuro 1977 (2016)
- Encore! (2017)
- Re-Bop (2017)
- Re-Bop the Night (2018)
- Sadao 2019 — Live at Blue Note Tokyo (2019)
- Jazz & Bossa Live at Suntory Hall (2021)

### Сборники
- Selected (1988)
- Sadao Watanabe Vocal Collection (1991)
- Sadao Watanabe My Dear Life 50th Anniversary Collection (2001)
- Sketches of Nature (2005)
- Broadcast Tracks ’69-’72 (2005)
- Love Songs (2018)